# دیوید کری
دیوید کری (به انگلیسی: David Carry) (زادهٔ ۸ اکتبر ۱۹۸۱) شناگر اهل بریتانیا است.